# Minova
Minova är en ort i Södra Kivu i Kongo-Kinshasa. Den ligger i den östra delen av landet, 1 500 km öster om huvudstaden Kinshasa. Minova ligger vid Kivusjön.